# Celaenia voraginosa
Celaenia voraginosa là một loài nhện trong họ Araneidae.
Loài này thuộc chi Celaenia. Celaenia voraginosa được Arthur T. Urquhart. miêu tả năm 1891.